# Ратеш
Ратеш или Ратевци (грч. Ηλιόφωτο, Илиофото) је насељено место у општини Кукуш у периферији Средишња Македонија, Грчка. Према попису из 2021. године био је 21 становник.
Ратеш је било словенско читлучко насеље, које је страдало током Другог балканског рата а становништво је протерано. Касније је сеоска земља откупљена и постала је великопоседничко имање. На попису из 1928. године Ратеш је имао 37 становника.